# Malleco
Malleco – jedna z dwóch prowincji w chilijskim regionie Araukania. Według spisu z 2017 roku zamieszkana przez 205 124 osoby. Powierzchnia wynosi 13 433,3 km². Stolicą jest Angol.

## Gminy
Malleco dzieli się na 11 gmin (na 32 w całym regionie):
- Angol
- Renaico
- Collipulli
- Lonquimay
- Curacautín
- Ercilla
- Victoria
- Traiguén
- Lumaco
- Purén
- Los Sauces